# Associazione Calcio Savoia 1908 1991-1992
Questa voce raccoglie le informazioni riguardanti il Savoia nelle competizioni ufficiali della stagione 1991-1992.

## Stagione
La stagione 1991-1992 fu la 70ª stagione sportiva del Savoia.
Serie C2 1991-1992: 11º posto

## Divise e sponsor
| Casa |

## Organigramma societario
Area direttiva
- Presidente:  Pasquale Farinelli
- Direttore Generale: Luigi Farinelli

Area organizzativa
- Segretario generale: Giuseppe Sasso

Area tecnica
- Coordinatore: Felicio Ferraro
- Allenatore:  Sergio Eberini
- Magazziniere: Raffaele Ciliberti

Area sanitaria
- Medico sociale: Antonio Cirillo, Roberto Witter
- Massaggiatori: Andrea Vecchione

## Rosa
| N. |                   | Ruolo | Calciatore                 |
| -- | ----------------- | ----- | -------------------------- |
|    | Italia (bandiera) | P     | Massimo Assante (capitano) |
|    | Italia (bandiera) | P     | Maurizio D'Anzilio         |
|    | Italia (bandiera) | D     | Salvatore Amura            |
|    | Italia (bandiera) | D     | Massimo Cavaliere          |
|    | Italia (bandiera) | D     | Umberto Comiato            |
|    | Italia (bandiera) | C     | Davide Campofranco         |
|    | Italia (bandiera) | C     | Ciro Cantile               |
|    | Italia (bandiera) | C     | Raniero Di Cunzolo         |
|    | Italia (bandiera) | C     | Luigi Incitti              |
|    | Italia (bandiera) | C     | Matteo Siniscalco          |
|    | Italia (bandiera) | C     | Domenico Uscidda           |

| N. |                   | Ruolo | Calciatore              |
| -- | ----------------- | ----- | ----------------------- |
|    | Italia (bandiera) | A     | Antonio Barbera         |
|    | Italia (bandiera) | A     | Antonio Dell'Annunziata |
|    | Italia (bandiera) | A     | Massimiliano Scichilone |
|    | Italia (bandiera) | A     | Angelo Zottoli          |
|    | Italia (bandiera) |       | Guido Avena             |
|    | Italia (bandiera) |       | Massimo Barbato         |
|    | Italia (bandiera) |       | Antonio Caruso          |
|    | Italia (bandiera) |       | Giacomo Mazzara         |
|    | Italia (bandiera) |       | Salvatore Scognamiglio  |
|    | Italia (bandiera) |       | Giovanni Soviero        |

## Calciomercato
| Acquisti | Acquisti | Acquisti | Acquisti   |
| R.       | Nome     | da       | Modalità   |
| -------- | -------- | -------- | ---------- |
|          |          |          | definitivo |

| Cessioni | Cessioni | Cessioni | Cessioni   |
| R.       | Nome     | a        | Modalità   |
| -------- | -------- | -------- | ---------- |
|          |          |          | definitivo |

## Risultati

### Campionato

#### Girone di andata
| 8 settembre 1991 1ª giornata | Latina | 3 – 2 | Savoia |  |

| 15 settembre 1991 2ª giornata | Savoia | 3 – 1 | Altamura |  |

| 22 settembre 1991 3ª giornata | Savoia | 1 – 0 | Atletico Leonzio |  |

| 29 settembre 1991 4ª giornata | Formia | 1 – 0 | Savoia |  |

| 6 ottobre 1991 5ª giornata | Savoia | 0 – 0 | Catanzaro |  |

| 13 ottobre 1991 6ª giornata | Lodigiani | 1 – 0 | Savoia |  |

| 20 ottobre 1991 7ª giornata | Savoia | 1 – 1 | Sangiuseppese |  |

| 27 ottobre 1991 8ª giornata | Molfetta | 1 – 1 | Savoia |  |

| 10 novembre 1991 9ª giornata | Savoia | 0 – 0 | Matera |  |

| 17 novembre 1991 10ª giornata | Battipagliese | 1 – 1 | Savoia |  |

| 24 novembre 1991 11ª giornata | Savoia | 1 – 1 | Campania |  |

| 1º dicembre 1991 12ª giornata | Potenza | 1 – 1 | Savoia |  |

| 8 dicembre 1991 13ª giornata | Savoia | 1 – 1 | Turris |  |

| 15 dicembre 1991 14ª giornata | Savoia | 1 – 1 | Cerveteri |  |

| 22 dicembre 1991 15ª giornata | Juventus Stabia | 0 – 0 | Savoia |  |

| 5 gennaio 1992 16ª giornata | Savoia | 0 – 0 | Astrea |  |

| 12 gennaio 1992 17ª giornata | Vigor Lamezia | 1 – 1 | Savoia |  |

| 19 gennaio 1992 18ª giornata | Savoia | 1 – 1 | Trani |  |

| 26 gennaio 1992 19ª giornata | Bisceglie | 2 – 0 | Savoia |  |

#### Girone di ritorno
| 9 febbraio 1992 20ª giornata | Savoia | 0 – 0 | Latina |  |

| 16 febbraio 1992 21ª giornata | Altamura | 1 – 1 | Savoia |  |

| 23 febbraio 1992 22ª giornata | Atletico Leonzio | 1 – 1 | Savoia |  |

| 1º marzo 1992 23ª giornata | Savoia | 2 – 0 | Formia |  |

| 8 marzo 1992 24ª giornata | Catanzaro | 2 – 0 | Savoia |  |

| 15 marzo 1992 25ª giornata | Savoia | 1 – 1 | Lodigiani |  |

| 22 marzo 1992 26ª giornata | Sangiuseppese | 0 – 1 | Savoia |  |

| 29 marzo 1992 27ª giornata | Savoia | 2 – 0 | Molfetta |  |

| 5 aprile 1992 28ª giornata | Matera | 1 – 1 | Savoia |  |

| 12 aprile 1992 29ª giornata | Savoia | 2 – 2 | Battipagliese |  |

| 26 aprile 1992 30ª giornata | Campania | 1 – 1 | Savoia |  |

| 3 maggio 1992 31ª giornata | Savoia | 0 – 0 | Potenza |  |

| 10 maggio 1992 32ª giornata | Turris | 1 – 0 | Savoia |  |

| 17 maggio 1992 33ª giornata | Cerveteri | 3 – 0 | Savoia |  |

| 24 maggio 1992 34ª giornata | Savoia | 3 – 0 | Juventus Stabia |  |

| 31 maggio 1992 35ª giornata | Astrea | 3 – 2 | Savoia |  |

| 7 giugno 1992 36ª giornata | Savoia | 1 – 1 | Vigor Lamezia |  |

| 14 giugno 1992 37ª giornata | Trani | 2 – 0 | Savoia |  |

| 21 giugno 1992 38ª giornata | Savoia | 1 – 0 | Bisceglie |  |